# そこは青い空だった
「そこは青い空だった」（そこはあおいそらだった）は、1964年4月にビクター発売された橋幸夫と吉永小百合デュエット曲、橋の49枚目のシングル(SV-36) 。同年8月には、「そこは青い空だった 橋幸夫・吉永小百合夢のコンビ2」としてミュージックブックが発売された。

## 概要

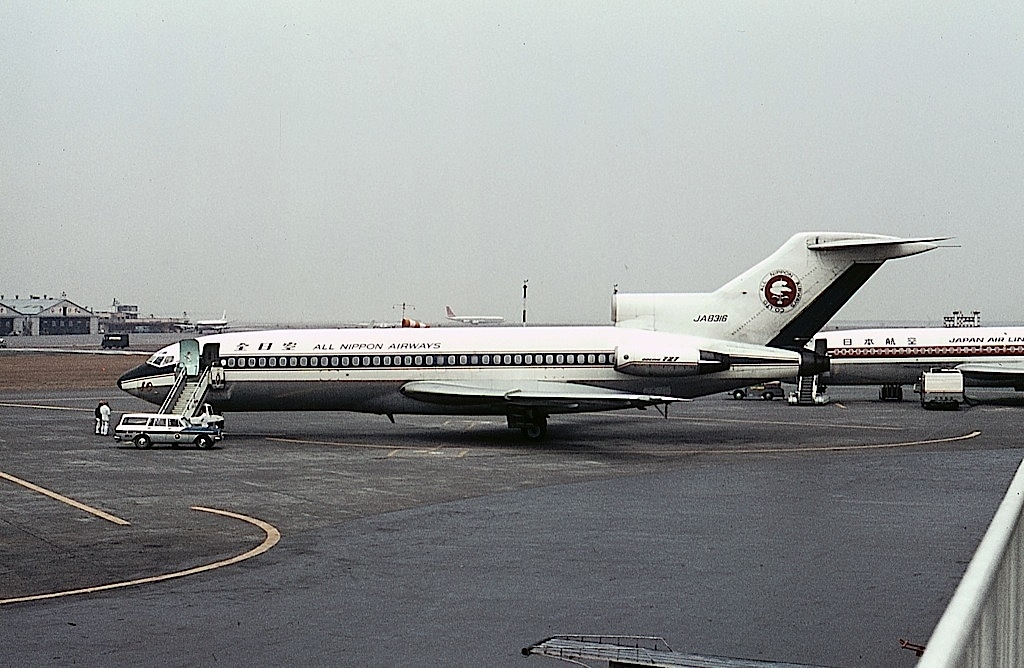
全日空が導入したボーイング727

1962年9月20日に発売された橋幸夫と吉永小百合のデュエット曲「いつでも夢を」 (VS-807) は大ヒットとなり、第4回日本レコード大賞を受賞した（現在までの売り上げ累計は250万枚）。夢のコンビと称された後、「若い東京の屋根の下」（VS-991、1963年4月20日）「若い歌声」（JES-5099、1963年11月5日）がデュエット曲として制作発売され、本作がデュエット第4作となる。
全日空が初めて導入したジェット機ボーイング727のイメージソングであった。作詞の佐伯孝夫はジャーナリスト出身で、社会の出来事を巧みに取り入れ、フランク永井の代表曲「有楽町で逢いましょう」（1957年11月）では、そごう（本社：大阪府大阪市）の東京（有楽町）進出に合わせた作品づくりをしている。本楽曲が制作された時期は、東京オリンピック開催に合わせて社会基盤や高速交通網の整備が進められていた時期であり、東海道新幹線の建設が進められ、前年7月15日には日本初の高速道路として名神高速道路の栗東IC - 尼崎ICが開通している。運輸省が空の近代化にも取り組み、国内線のジェット化に当たってボーイング727を選択したことを受け、全日空はいち早く同機を導入し、羽田 - 札幌線に就航させた。本楽曲は、これらを背景として制作されている。
B面には吉永単独の「空色のワルツ」が収録されている。AB両面ともデュエット曲が収録されているのは、橋・吉永デュエットの最終作となる第6作のA面「夢みる港」B面「あの娘はまちへ」のみである。本楽曲のヒットを受け、4か月後にはミュージックブック「そこは青い空だった 橋幸夫・吉永小百合夢のコンビ2」が制作され、発売された。

## 収録曲
1. そこは青い空だった
作詞：佐伯孝夫 / 作曲・編曲：吉田正
2. 空色のワルツ（吉永小百合）
作詞：佐伯孝夫 / 作曲・編曲：吉田正

## ミュージックブック
掲載記事
1. 巻頭グラビア（空港でのツーショット写真、背景にボーイング727）
2. 夢のコンビの魅力（毎日新聞学芸部、伊奈一男）
3. 孤独（橋幸夫主演映画「孤独」の紹介記事）
4. 黄金の椅子（吉永小百合の近況）
5. 歌詞紹介1（そこは青い空だった、空色のワルツ）
6. 歌詞紹介2（わすれられぬ人、こんにちは二十才）
7. カラーグラビア（橋幸夫と吉永小百合の写真）
8. 歌詞紹介3（光る海、夜のブルース）
9. 歌詞紹介4（薩南健児の歌、フレッシュ東京）
10. 幸ちゃんのゴキゲンな休日（ハワイ旅行スナップ集）
11. 帰郷（吉永小百合映画紹介）
12. 奥付とツーショット写真

付属ソノシート（片面録音4枚）
1. シート1（そこは青い空だった、空色のワルツ）
2. シート2（わすれられぬ人、こんにちは二十才）
3. シート3（光る海、夜のブルース）
4. シート4（薩南健児の歌、フレッシュ東京）

制作：日本ビクター株式会社 / 発行：ビクター出版株式会社（1964年8月）